# Chori (manzana)
Chori es el nombre de una variedad cultivar de manzano (Malus domestica) Esta manzana está cultivada en la colección de la Estación Experimental Aula Dei (Zaragoza). Está cultivada en la colección del Banco de Germoplasma del manzano de la Universidad Pública de Navarra con el Nº BGM026, ejemplares procedentes de esquejes localizados en Bera localidad en la comarca de Cinco Villas, en la Merindad de Pamplona Navarra.

## Sinónimos
- "Manzana Chori",[8]
- "Txori Sagarra",[9][10]
- "Uranburu Sagarra".[11]

## Características
El manzano de la variedad 'Chori' tiene un vigor alto. El árbol tiene tamaño medio y porte semi-erecto, con tendencia a ramificar muy alta, con hábitos de fructificación en ramos cortos y largos; ramos con pubescencia fuerte; presencia de lenticelas escasas; grosor de los ramos medio; longitud de los entrenudos corta.
Las flores son de un tamaño medio; con la disposición de los pétalos libres; color de la flor cerrada rosa oscuro, y el color de la flor abierta blanco; longitud estilo/estambres más cortos; punto de soldadura del estilo cerca de la base; Época de floración tardía, con una duración de la floración media. Incompatibilidad de alelos S10 S28.
Las hojas tienen una longitud del limbo de tamaño medio, con color verde oscuro, pubescencia presente, con la superficie poco brillante. Forma del limbo es ovalado, forma del ápice apicular, forma de los dientes ondulados, y la forma de la base del limbo redondeado. Plegamiento del limbo plegado, con porte caído; estípulas filiformes; longitud del pecíolo medio.
La variedad de manzana 'Chori' tiene un fruto de tamaño pequeño, de forma globosa cónica ancha; con color de fondo verde amarillento, con sobre color de importancia nula, color del sobre color ausente, acusa un punteado abundante con puntos negros, y una sensibilidad al "russeting" (pardeamiento áspero superficial que presentan algunas variedades) media; con una elevación del pedúnculo a nivel, grosor de pedúnculo fino, longitud del pedúnculo media, anchura de la cavidad peduncular pequeña, profundidad cavidad pedúncular media, importancia del "russeting" en cavidad peduncular fuerte; anchura de la cavidad calicina media, profundidad de la cavidad calicina media, importancia del "russeting" en cavidad calicina débil; apertura de los lóbulos carpelares abiertos; apertura del ojo parcialmente abierto; color de la carne amarillenta; acidez débil, azúcar bajo, y firmeza de la carne media.
Presenta carne blanca, algo crujiente. De muchísimo zumo, lo que la hace muy apropiada en la elaboración de sidra. Época de maduración y recolección muy temprana. Se usa como manzana de elaboración de sidra, y como manzanas de reserva genética en repositorios.
De la manzana 'Chori' hay dos variedades, una de frutos de tamaño pequeño y muy abundantes, y otra de tamaño grande, más conocida y apreciada en la comarca del Goierri, pero con la que hay que tener cuidado en la elaboración de sidra por su excesivo dulzor.

## Susceptibilidades
- Oidio: ataque débil
- Moteado: ataque débil
- Fuego bacteriano: ataque débil
- Carpocapsa: ataque débil
- Pulgón verde: ataque medio
- Araña roja: ataque medio[5][15]